# Селифонтовы
Селифонтовы — древний дворянский род, из Новгородских бояр.
Род внесён в VI часть родословной книги Ярославской губернии.
Однородцами являются дворяне Ураковы.

## История рода
Родоначальник, новгородец, боярин Селифонтий Твердиславня, владел на берегу Онежского озера землёй и водами в Унай губе. Вотчина эта им куплена у Ивана Фомина и ранее по межевой книге (1391) значилась за крестьянами Муромского и Палеостровского монастырей.
Сын родоначальника, посадник Панфил Селифонтов, новгородский боярин, послан от веча новгородского к польскому королю Казимиру (1471). В московском княжестве представители рода жалованы поместьями (1471). По духовной грамоте Панфила  (ум. до 1563), половина его владений была передана им Палеостровскому монастырю, остальную часть он завещал сыну Лаврентию, в иночестве Игнатий.

## Описание герба
В щите, имеющем голубое поле, изображены крестообразно две серебряные сабли, остриями обращённые вниз и под ними шестиугольная золотая звезда.
Щит увенчан обыкновенным дворянским шлемом с дворянской на нём короной и тремя страусовыми перьями. Намёт на щите голубой, подложенный золотом (Гербовник, III, 31).

## Известные представители
- Ананий Осипович Селифонтов, по семейному преданию, был сотенным головой под Казанью при Грозном, за разбитие разбойника Урака получил имя «Ураков» и был родоначальником дворян Ураковых.
- Селифонтов Воин Калиныч - воевода в Харькове (1656), Шацке (1672), московский дворянин (1660-1668).
- Селифонтов Пётр Калинович - московский дворянин (1660-1668), походный московский дворянин царицы Натальи Кирилловны (1676-1677).
- Селифонтов Василий Маркович - московский дворянин (1668-1677).
- Селифонтовы: Пётр и Аким Петровичи - стряпчие (1692).
- Селифонтов Самсон Фёдорович - стольник (1686-1692)[3][4].
- Иван Осипович Селифонтов (1743—1822) - иркутский и колыванский генерал-губернатор (1796—1797), сенатор, тобольский, томский и иркутский генерал-губернатор.
- Николай Николаевич Селифонтов (1836—1900) - статс-секретарь, член Государственного совета, сенатор, известный знаток археологии и генеалогии, был при императоре Александре II товарищем министра путей сообщения.